# NGC 2148
NGC 2148 is een spiraalvormig sterrenstelsel in het sterrenbeeld Schilder. Het hemelobject werd op 4 december 1834 ontdekt door de Britse astronoom John Herschel.

## Synoniemen
- ESO 120-24
- IRAS05581-5907
- PGC 18171